# Cruïlles, Monells i Sant Sadurní de l'Heura
Cruïlles, Monells i Sant Sadurní de l'Heura este un municipiu cu 99,83 km2, creat  în 1973 pentru reunirea a trei localitați Cruïlles, Monells și Sant Sadurní de l'Heura, Spania în comunitatea Catalonia în provincia Girona. În 1787 avea 1.469 când în 2005 avea o populație de 1.233 locuitori.

Cruïlles, Monells i Sant Sadurní de l'Heura

1. ↑  Nomenclátor Geográfico de Municipios y Entidades de Población (20240402 edition)
2. 1 2   http://www.idescat.cat/pub/?id=aec&n=925&t=2016 Lipsește sau este vid: |title= (ajutor)